# Bieuzy
Bieuzy foi uma comuna francesa na região administrativa da Bretanha, no departamento Morbihan. Estendia-se por uma área de 18,88 km². Em 2010 a comuna tinha 755 habitantes (densidade: 40 hab./km²).
Em 1 de janeiro de 2019, passou a formar parte da comuna de Pluméliau-Bieuzy.